# Ruck Róbert
Ruck Róbert (1977. december 10. –) magyar sakkozó, nemzetközi nagymester, sakkolimpiai ezüstérmes, magyar bajnok, a női válogatott kapitánya.

## Pályafutása
1994-ben szerezte meg a nemzetközi mesteri (IM), és 2000-ben kapta a nagymesteri címet.
A magyar sakkválogatottban 2000-2006 között négyszer játszott a sakkolimpián, tagja volt a 2002-ben ezüstérmes magyar csapatnak.
Négyszer (2001-2009) volt a válogatott tagja a csapat Európa bajnokságon.
Országos egyéni magyar bajnok volt 2002-ben.
1995-ben és 2014-ben tagja volt az 1., 2000-ben 2., 2002-ben 3. helyet szerzett magyar csapatnak a MITROPA Kupán, amelyen emellett 2000-ben és 2005-ben a mezőny egyéni legjobb eredményét érte el.
2015. augusztus 1-től a magyar női sakkválogatott kapitánya.

## Jelentős versenyeredményei
Már juniorként jelentős helyezéseket ért el neves nemzetközi tornákon:
- II. hely a 16 év alatti ifjúsági Európa-bajnokságon (Rimaszombat, 1992)
- II. hely a 18 év alatti ifjúsági világbajnokságon (Szeged, 1994)
- II. hely a 18 év alatti ifjúsági Európa-bajnokságon (Chania, 1994)

Nyert vagy magas helyezést ért el egy sor sakkversenyen:
- I. hely Zágráb (1997),
- I-II. hely Budapest (2000),
- I-II. hely Kőszeg (2000),[6]
- I. hely Kladovo (2001),[7]
- I-IV. hely Lippstadt (2003).[8]
- I. helyezés (holtversenyben) Basel (2004)[9]
- III. helyezés (holtversenyben): Bad Woerishofen (2004)[10]
- II. helyezés (holtversenyben): Zalaegerszeg Grand Prix (2004)[11]
- III. helyezés (holtversenyben): Balaton Fesztivál, Balatonlelle (2005)[12]
- III. helyezés: Nagymesterverseny, Banja Luka (2007)[13]
- I-III. helyezés: Barcza emlékverseny, Budapest (2008)[14]
- II. helyezés (holtversenyben): Rijeka (2009)[15]
- II. helyezés (holtversenyben): Los Angeles (2011)[16]
- I. helyezés: Gabicce Mare (2013)[17]

2016. júniusban az Élő-értékelése 2566 pont, ezzel 12. a magyar ranglistán. Eddigi legmagasabb Élő-pontszáma 2586, amit 2015. januárban ért el.

## Díjai, kitüntetései
- A Magyar Köztársaság jó tanulója, jó sportolója (1993)[20]
- Kiváló ifjúsági sportoló (1993)[20]
- Az év sportcsapata 3. hely (2002)[21][22]
- 2003-ban a Magyar Köztársasági Érdemrend lovagkeresztje kitüntetést kapta a 2002-es sakkolimpián a magyar csapat által elért 2. helyezésért.[23]